# Regulus teneriffae
Regulus teneriffae là một loài chim trong họ Regulidae.